# مدينة السلام
 مدينة السلام هي مدينة من المدن الجديدة تقع بمحافظة القاهرة، أنشئت سنة 1977 على يد الرئيس الراحل محمد أنور السادات، وصل التعداد السكاني في عام 2014 حوالي (1004725) نسمة، بينما حي السلام ثان تبلغ المساحة الكلية 12.69 كجم2، وتقدير عدد السكان (315902) نسمة في عام 2013. تتميز المدينة بالمناطق الراقية والهادئة.

## الجغرافيا
تطل على طريق مصر الاسماعلية الصحراوي وطريق مصر بلبيس وطريق مصر الخانكة قليوبية، ومتصلة بمدينة العبور ومدينة المرج، وبها موقف الأقاليم والمدن الجديدة والسوبر جيت، ومن المخطط وصول مترو الأنفاق إلى الموقع القديم لموقف الأقاليم في أول مدينة السلام ، وقريبة من الكليات والمعامل الجديدة لجامعة عين شمس والكليات والمعامل الجديدة لجامعة بنها بمدخل مدينة العبور من جهة المدينة، وعلى مقربة أيضا من أكبر سوق تجاري (سوق العبور)، وبها عدد من مراكز الشباب كمركز شباب السلام أول ومركز شباب السلام ثاني ومركز شباب السلام ثالث ومركز شباب النهضة وعدد كبير من الساحات الرياضية المعتمدة، ويتم فيها إنشاء أكبر عدد من المنشآت الضخمة كمون سيتي والأبراج الاستثمارية.بالإضافة إلى وجود العديد من الخدمات المختلفة المتوفرة لجميع السكان الموجودين بها.
بجانب ذلك تضم المدينة شوارع كثيرة ومن أبرزها شارع جمال عبد الناصر مدينة السلام,. وأيضًا شارع السادات، وكذلك شارع التروللى مدينة السلام. حيث يتمتع كل شارع بالكثير من المحلات التجارية والخدمات المتميزة.
كما يتوفر في الشارع الجديد مدينة السلام, شقق للبيع في مدينة السلام, بأسعار مختلفة حسب مساحة الشقة وموقعها والخدمات الموجودة بها. بالإضافة إلى تقييم المرافق العامة من كهرباء وغاز ومياه.

## التاريخ
أنشئت عام 1977 م في عهد الرئيس الراحل محمد أنور السادات.

## السكان
ومؤخرا تم تقسيمه إلى قسمين السلام أول والسلام ثان وذلك نتيجة لمساحتها الشاسعة وعدد سكانها وحجم خدماتها ومستواها.وصل التعداد السكاني في عام 2014 حوالي (1004725) نسمة. بينما حي السلام ثان تبلغ المساحة الكلية 12.69 كجم2، وتقدير عدد السكان (315902) نسمة في عام 2013.

### حي السلام أول
تبلغ المساحة الكلية للحي 204.1 كم2 بمساحة مأهولة 44.58 كم2 وبتعداد سكان في 1004725 نسمة (2014).

### حي السلام ثان
تبلغ مساحة الحي : 12.69 كم2 وبعدد سكان تقديري 315902 (2013).

## الثقافة

### الرياضة
يوجد فيها عدد من مراكز الشباب والأندية كنادي استاد سانتوس الرياضي (استاد المحافظة سابقا )ومركز شباب السلام أول وثالث ونادي 6 أكتوبر ونادي الإنتاج الحربي (استاد السلام الرياضي) ونادي طلائع السلام ونادي طلائع النهضة